# Fort de Praia da Consolação
Le fort de Praia da Consolação, aussi appelé fort de Nossa Senhora da Consolação est une fortification militaire côtière située dans la freguesia de Atouguia da Baleia, sur le territoire de la municipalité de Peniche (district de Leiria, Portugal),.
Il est classé Monument national depuis 1978.

## Historique
Il a été construit en 1645 pendant la guerre de Restauration portugaise à l'initiative de Jéronimo de Ataíde, 6ème comte d'Atouguia (pt) et seigneur de Peniche. Il se trouve à l'extrémité sud de la plage sur laquelle, pendant la domination espagnole du Portugal entre 1581 et 1640 par la Maison de Habsbourg, une force de 6 500 soldats britanniques sous le commandement de Robert Devereux, 2ème comte d'Essex avait débarqué le 26 mai 1589 afin de rejoindre une expédition militaire sous le commandement de Francis Drake et John Norreys, qui avaient reçu l'ordre d'Élisabeth I d'Angleterre de restaurer la souveraineté portugaise.

## Description

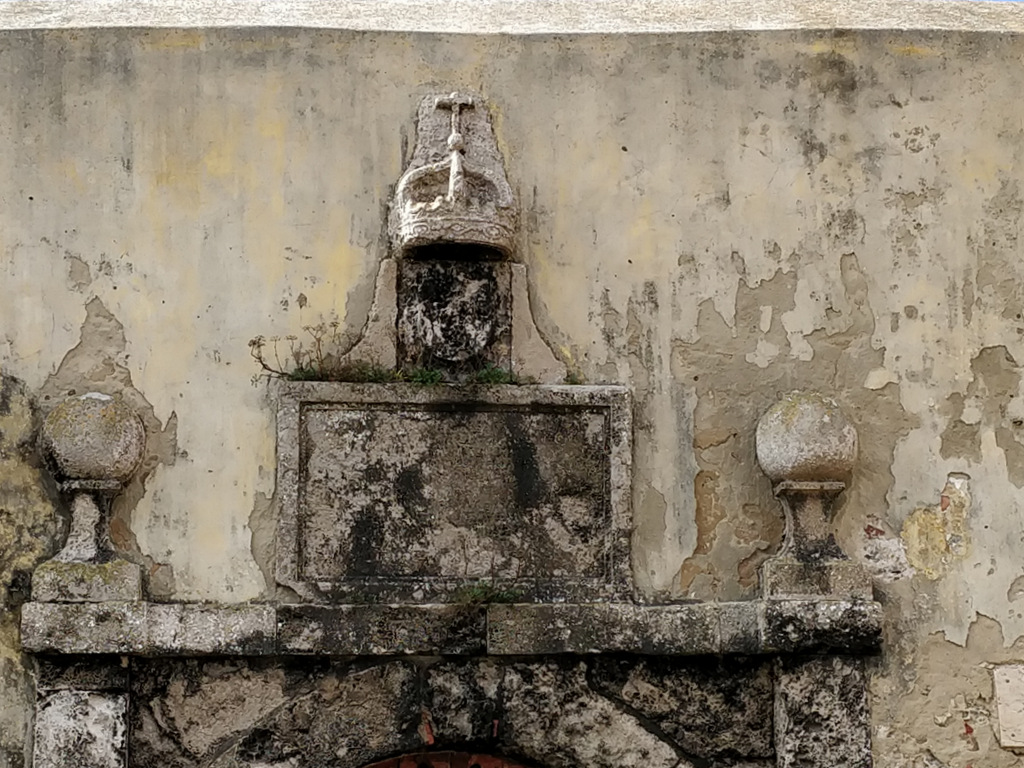
Gros plan du portail d'entrée

Le fort, dominant un escarpement rocheux, est en forme d'étoile, avec quatre bastions triangulaires et cinq plateformes pour l'artillerie. De style Renaissance tardive, il est protégé par un fossé à l'est, accessible par un pont. Le portail principal comportait les armoiries nationales couronnées et une plaque commémorative de la fondation du fort. Il fut construit pour renforcer la défense du sud de Peniche, croisant le feu avec la forteresse de Peniche. Sa construction s'inscrivait dans une stratégie visant à renforcer la défense du littoral portugais grâce à un nombre limité de forteresses, par l'ajout d'une succession de petits forts. La construction débuta en 1641 et s'acheva en 1645. D'autres extensions furent réalisées en 1665. Le fort fut gravement endommagé par le tremblement de terre de 1755 qui toucha la majeure partie du Portugal, détruisant une partie de la batterie face à la mer. En 1796, cinq emplacements de canons furent ajoutés et, en 1800, une nouvelle batterie de 15 canons fut érigée à l'est du fort pour couvrir la plage et en interdire l'accès depuis la terre. Des travaux de restauration furent également effectués en 1832 pendant la guerre civile portugaise.

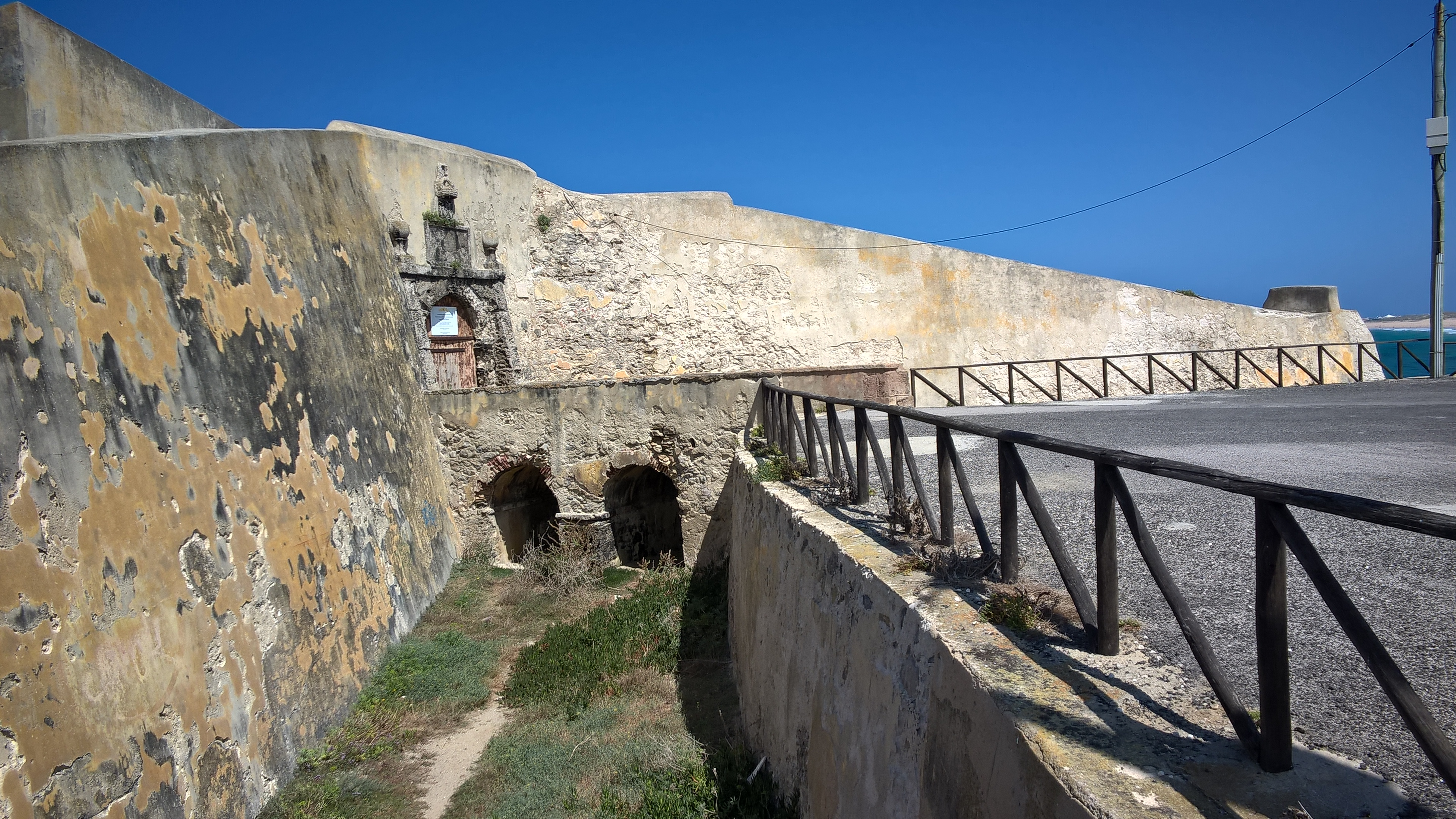
Les douves

À partir de 1947, le fort fut cédé à un ordre religieux pour y servir de résidence secondaire, puis adapté à cet usage en 1954. Des travaux d'aménagement intérieur furent réalisés en 1983. Le mur, les douves et les panneaux du pont furent restaurés en 1997. En 2003, les sections du mur adjacentes à l'escalier menant à la plage furent stabilisées. Cependant, l'érosion des falaises sur lesquelles le fort est construit continue de compromettre sa stabilité. Le fort fut classé monument national en 1978. En 2017, l'État portugais le céda à la mairie de Peniche afin d'y créer deux musées, l'un consacré à la géologie de la région, l'autre à son histoire militaire.

## Galerie

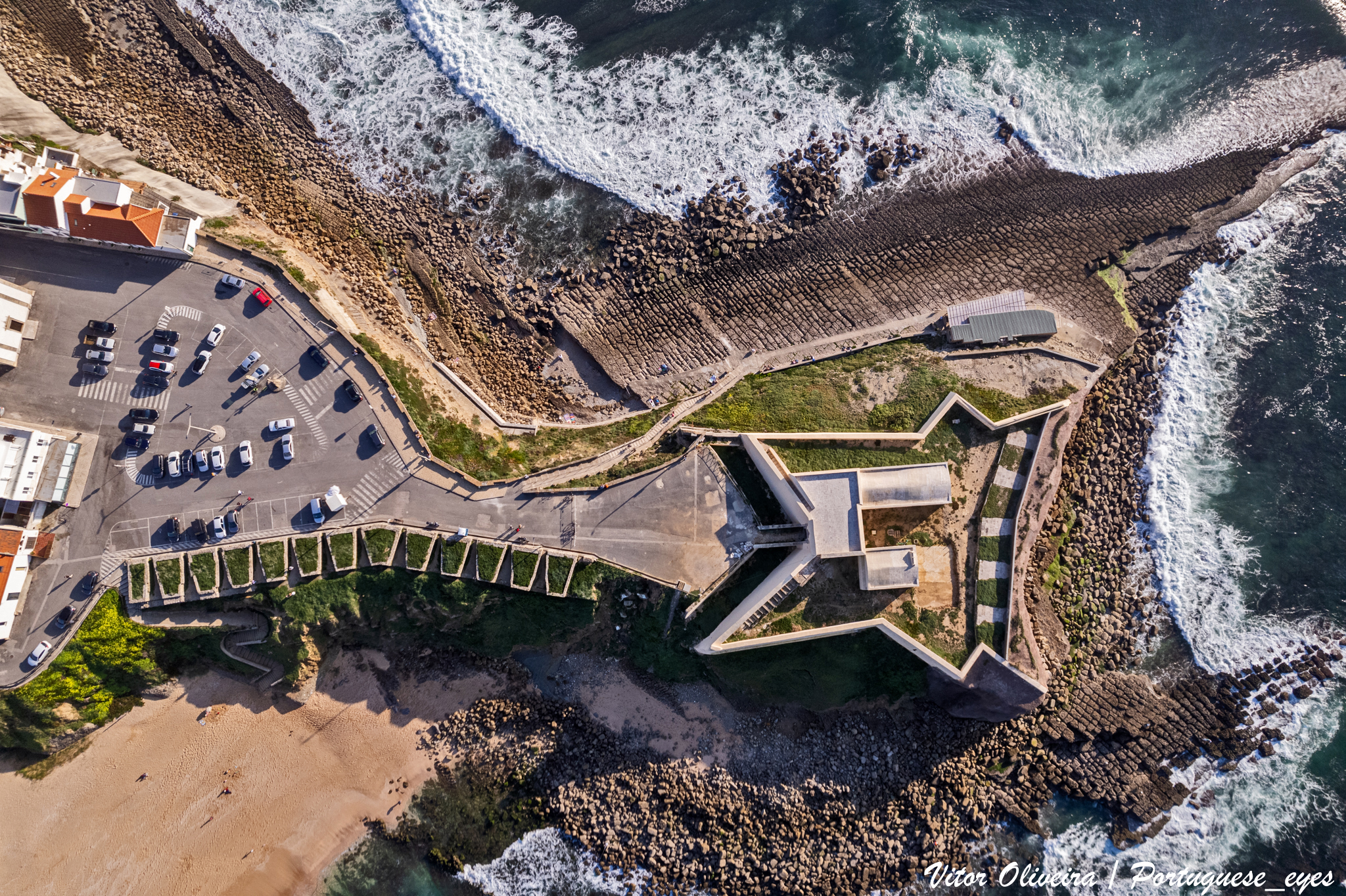
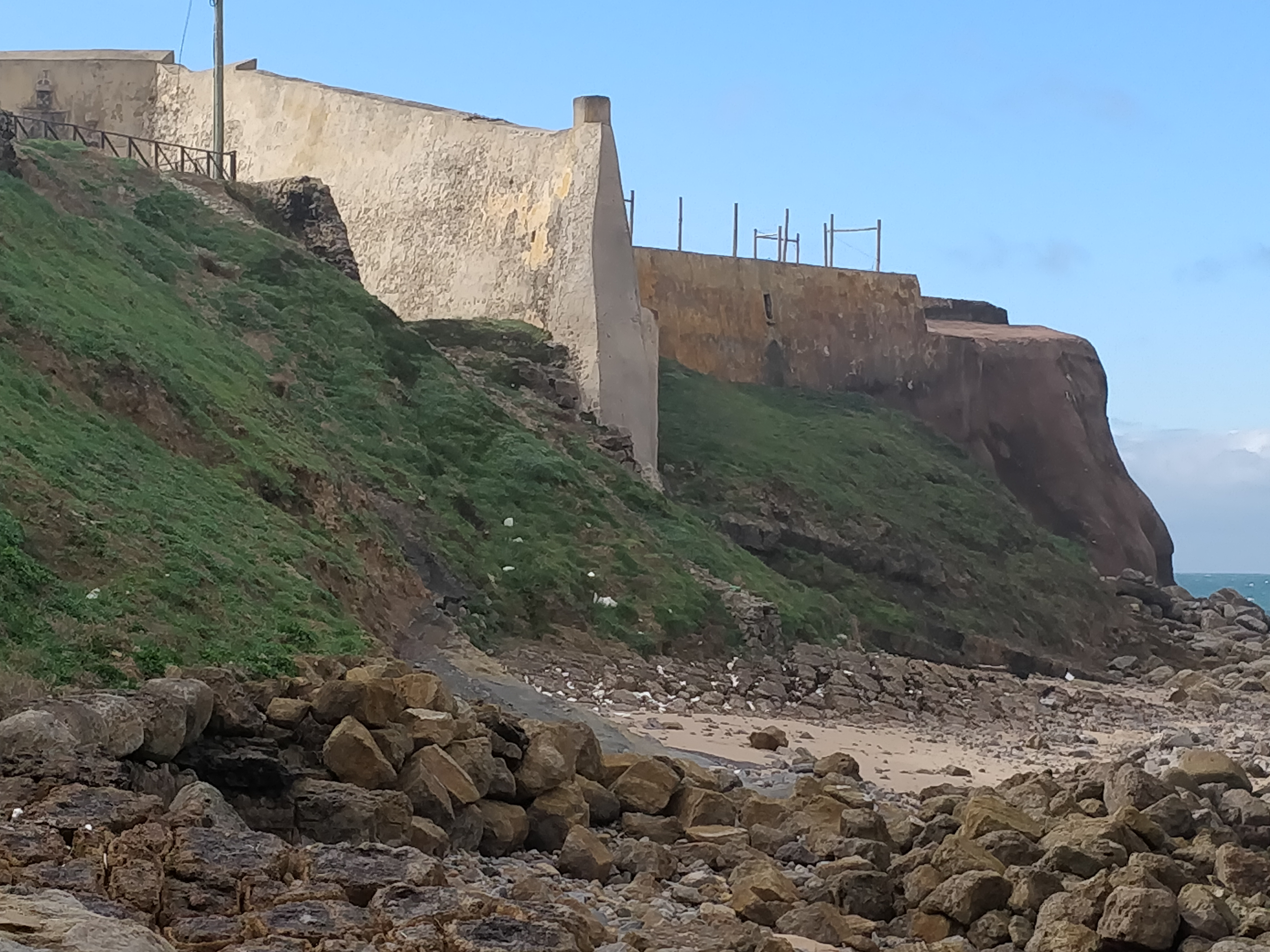